# Steve Larouche
Pour les articles homonymes, voir Larouche.
Steve Larouche (né le 14 avril 1971 à Rouyn-Noranda, dans la province de Québec au Canada) est un joueur professionnel de hockey sur glace évoluant à la position de centre.

## Carrière
Réclamé au deuxième tour par les Canadiens de Montréal lors du repêchage de 1989 de la Ligue nationale de hockey, il poursuit son développement au niveau junior durant deux autres saisons avec les Draveurs de Trois-Rivières et les Saguenéens de Chicoutimi de la Ligue de hockey junior majeur du Québec, prenant part lors de sa dernière saison en 1990-91 au tournoi de la Coupe Memorial.
Il devient joueur professionnel en 1991 en rejoignant le club affilié au Canadiens dans la Ligue américaine de hockey, les Canadiens de Fredericton pour qui il joue durant deux saisons avant de s'aligner pour une saison avec les Knights d'Atlanta de la ligue internationale de hockey.
Devenant agent libre à l'été 1994, il s'entend alors avec les Sénateurs d'Ottawa avec qui il fait ses premiers pas en LNH. Il ne joue qu'une saison avec ces derniers avant de se voir être échangé au Rangers de New York qui eux, le cède aux Kings de Los Angeles au milieu de la saison 1995-1996.
Larouche rejoint en 1996 les Rafales de Québec et début avec ceux-ci une séquence, qui se poursuit avec les Wolves de Chicago, de cinq saisons parmi les meilleurs pointeurs de la LIH, il remporta également durant cette période deux Coupe Turner avec les Wolves.
Il quitte pour l'Allemagne en 2001 rejoignant le Eisbären Berlin pour une saison puis les Ice Tigers de Nuremberg pour deux autres. Il s'aligne en 2004-2005 ave le Lukko Rauma de la SM-Liiga en Finlande avant de poursuivre avec le SC Langenthal de la Ligue nationale B de Suisse.
Il retourne en Amérique au cours de la saison 2008-09, en joignant les rangs du Lois Jeans de Pont-Rouge de la Ligue nord-américaine de hockey.
Le 6 juillet 2010, il est échangé au Caron et Guay de Trois-Rivières de la LNAH et il signe un contrat avec cette formation le 7 juillet.
À l'été 2011, il prend sa retraite et il devient entraîneur adjoint des Estacades de Trois-Rivières de la Ligue de hockey midget AAA.

## Statistiques
| Saison     | Équipe                              | Ligue          |    | Saison régulière | Saison régulière | Saison régulière | Saison régulière | Saison régulière |    | Séries éliminatoires | Séries éliminatoires | Séries éliminatoires | Séries éliminatoires | Séries éliminatoires |
| Saison     | Équipe                              | Ligue          | PJ | B                | A                | Pts              | Pun              | PJ               | B  | A                    | Pts                  | Pun                  |                      |                      |
| 1987-1988  | Draveurs de Trois-Rivières          | LHJMQ          | 66 | 11               | 29               | 40               | 25               | -                | -  | -                    | -                    | -                    |                      |                      |
| 1988-1989  | Draveurs de Trois-Rivières          | LHJMQ          | 70 | 51               | 102              | 153              | 53               | 4                | 4  | 2                    | 6                    | 6                    |                      |                      |
| 1989-1990  | Équipe Canada                       | Nat.           | 1  | 1                | 0                | 1                | 0                |                  |    |                      |                      |                      |                      |                      |
| 1989-1990  | Draveurs de Trois-Rivières          | LHJMQ          | 60 | 55               | 90               | 145              | 40               | 7                | 3  | 5                    | 8                    | 8                    |                      |                      |
| 1990-1991  | Saguenéens de Chicoutimi            | LHJMQ          | 45 | 35               | 41               | 76               | 64               | 17               | 13 | 20                   | 33                   | 18                   |                      |                      |
| 1991       | Saguenéens de Chicoutimi            | Coupe Memorial | -  | -                | -                | -                | -                | 4                | 2  | 3                    | 5                    | 10                   |                      |                      |
| 1991-1992  | Canadiens de Fredericton            | LAH            | 74 | 21               | 35               | 56               | 41               | 7                | 1  | 0                    | 1                    | 0                    |                      |                      |
| 1992-1993  | Canadiens de Fredericton            | LAH            | 77 | 27               | 65               | 92               | 52               | 5                | 2  | 5                    | 7                    | 6                    |                      |                      |
| 1993-1994  | Knights d'Atlanta                   | LIH            | 80 | 43               | 53               | 96               | 73               | 14               | 16 | 10                   | 26                   | 16                   |                      |                      |
| 1994-1995  | Senators de l'Île-du-Prince-Édouard | LAH            | 70 | 53               | 48               | 101              | 54               | 2                | 1  | 0                    | 1                    | 0                    |                      |                      |
| 1994-1995  | Sénateurs d'Ottawa                  | LNH            | 18 | 8                | 7                | 15               | 6                | -                | -  | -                    | -                    | -                    |                      |                      |
| 1995-1996  | Rangers de Binghamton               | LAH            | 39 | 20               | 46               | 66               | 47               | -                | -  | -                    | -                    | -                    |                      |                      |
| 1995-1996  | Rangers de New York                 | LNH            | 1  | 0                | 0                | 0                | 0                | -                | -  | -                    | -                    | -                    |                      |                      |
| 1995-1996  | Kings de Los Angeles                | LNH            | 7  | 1                | 2                | 3                | 4                | -                | -  | -                    | -                    | -                    |                      |                      |
| 1995-1996  | Roadrunners de Phoenix              | LIH            | 33 | 19               | 17               | 36               | 14               | 4                | 0  | 1                    | 1                    | 8                    |                      |                      |
| 1996-1997  | Rafales de Québec                   | LIH            | 79 | 49               | 53               | 102              | 78               | 9                | 3  | 10                   | 13                   | 18                   |                      |                      |
| 1997-1998  | As de Québec                        | LHSPQ          | 2  | 0                | 0                | 0                | 0                | -                | -  | -                    | -                    | -                    |                      |                      |
| 1997-1998  | Rafales de Québec                   | LIH            | 68 | 23               | 44               | 67               | 40               | -                | -  | -                    | -                    | -                    |                      |                      |
| 1997-1998  | Wolves de Chicago                   | LIH            | 13 | 9                | 10               | 19               | 20               | 22               | 9  | 11                   | 20                   | 14                   |                      |                      |
| 1998-1999  | Wolves de Chicago                   | LIH            | 33 | 13               | 25               | 38               | 18               | -                | -  | -                    | -                    | -                    |                      |                      |
| 1999-2000  | Wolves de Chicago                   | LIH            | 82 | 31               | 57               | 88               | 52               | 16               | 6  | 8                    | 14                   | 22                   |                      |                      |
| 2000-2001  | Wolves de Chicago                   | LIH            | 75 | 31               | 52               | 83               | 78               | 15               | 12 | 6                    | 18                   | 6                    |                      |                      |
| 2001-2002  | Eisbären Berlin                     | DEL            | 58 | 18               | 29               | 47               | 40               | 4                | 1  | 0                    | 1                    | 2                    |                      |                      |
| 2002-2003  | Ice Tigers de Nuremberg             | DEL            | 20 | 7                | 12               | 19               | 22               | -                | -  | -                    | -                    | -                    |                      |                      |
| 2003-2004  | Ice Tigers de Nuremberg             | DEL            | 50 | 10               | 26               | 36               | 52               | 6                | 3  | 1                    | 4                    | 12                   |                      |                      |
| 2004-2005  | Lukko Rauma                         | SM-Liiga       | 56 | 9                | 30               | 39               | 48               | 9                | 2  | 5                    | 7                    | 12                   |                      |                      |
| 2005-2006  | SC Langenthal                       | LNB            | 36 | 22               | 38               | 60               | 62               | 12               | 4  | 12                   | 16                   | 28                   |                      |                      |
| 2006-2007  | SC Langenthal                       | LNB            | 44 | 28               | 51               | 79               | 50               | 6                | 4  | 5                    | 9                    | 14                   |                      |                      |
| 2007-2008  | SC Langenthal                       | LNB            | 49 | 34               | 42               | 76               | 38               | 4                | 0  | 3                    | 3                    | 14                   |                      |                      |
| 2008-2009  | SC Langenthal                       | LNB            | 9  | 3                | 6                | 9                | 4                | -                | -  | -                    | -                    | -                    |                      |                      |
| 2008-2009  | Lois Jeans de Pont-Rouge            | LNAH           | 40 | 23               | 45               | 68               | 10               | 17               | 13 | 14                   | 27                   | 8                    |                      |                      |
| 2009-2010  | Lois Jeans de Pont-Rouge            | LNAH           | 34 | 13               | 28               | 41               | 14               | -                | -  | -                    | -                    | -                    |                      |                      |
| 2010-2011  | Caron et Guay de Trois-Rivières     | LNAH           | 38 | 19               | 33               | 52               | 32               | 5                | 3  | 4                    | 7                    | 6                    |                      |                      |
| Totaux LNH | Totaux LNH                          | Totaux LNH     | 26 | 9                | 9                | 18               | 6                | -                | -  | -                    | -                    | -                    |                      |                      |

## Honneurs et trophées
- Ligue de hockey junior majeur du Québec
  - Nommé dans la deuxième équipe d'étoiles en 1990.
- Ligue américaine de hockey
  - Nommé dans la première équipe d'étoiles en 1995.
  - Vainqueur du trophée Fred-T.-Hunt remis au joueur ayant le meilleur esprit sportif en 1995.
  - Vainqueur du trophée Les-Cunningham remis au meilleur joueur de la ligue en 1995.
- Ligue internationale de hockey
  - Nommé dans la première équipe d'étoiles en 1997, 2000 et 2001.
  - Vainqueur du trophée Leo-P.-Lamoureux remis au meilleur pointeur de la ligue en 2001 (à égalité avec Derek King).
- Ligue nord-américaine de hockey
  - 2008-2009 : gagne le Trophée des médias remis au joueur le plus utile des séries éliminatoires, le Trophée du joueur le plus gentilhomme à égalité avec Chad Lacasse et la Coupe Futura avec le Lois Jeans de Pont-Rouge.

## Transactions en carrière
- 1989 : repêché par les Canadiens de Montréal (2e choix de l'équipe, 41e au total).
- 11 septembre 1994 : signe à titre d'agent libre avec les Sénateurs d'Ottawa.
- 5 octobre 1995 : échangé par les Sénateurs aux Rangers de New York en retour de Jean-Yves Roy.
- 14 janvier 1996 : échangé par les Rangers aux Kings de Los Angeles en retour de Chris Snell.
- 19 mars 1998 : échangé par les Rafales de Québec aux Wolves de Chicago en retour d'une somme d'argent.
- 17 avril 2001 : signe à titre d'agent libre avec les Eisbären Berlin.